# المنظمة الأوروبية السعودية لحقوق الإنسان
المنظمة الأوروبية السعودية لحقوق الإنسان (ESOHR) هي منظمة حقوقية تتخذ من عاصمةٍ ما في أحدِ الدول الأوروبيّة مقرًا لها وتعملُ على تَوثيق وتعزيز حقوق الإنسان في المملكة العربية السعودية.

## التأسيس والأهداف
بدأت المنظمة الأوروبية السعودية لحقوق الإنسان نشاطها الملحوظ في عام 2013 حيثُ عملت على نشرِ عدّة تقارير حولَ انتهاكات حقوق الإنسان في المملكة العربية السعودية، ثم طوّرت المنظمة من عملها وصارت توثقُ  وترصدُ انتهاكات حقوق الإنسان داخلَ المملكة كما تقومُ بنشرِ التقارير عددٍ من التقارير فضلًا عن تنسيقها معَ مؤسسات حقوقية أخرى لدعمِ الضحايا. يرأسُ المنظمة الأوروبية السعودية الناشط السعودي علي الدبيسي الذي يقطنُ في برلين والذي تعودُ أصوله لمدينة العوامية في المنطَقة الشرقية والذي كانَ قد احتُجز عدة مرات بعد أحداث الربيع العربي.

## تقارير
نشطت المنظمة الأوروبية السعودية لحقوق الإنسان في الفترةِ الممتدة من عام 2013 حتى عام 2018 حيثُ عملت على ترجمةِ عدد من التقارير التي تتعلق بالوضع الحقوقي في السعودية بلغات أجنبية للعربية كما كانت تقومُ بشكلٍ دوري بالتعليقِ على بيانات وزارة الداخلية. دافعت المنظمة الأوروبية السعودية عن 23 شابًا من المنطقة الشرقية اعتقلتهم سلطات الرياض بسبب مشاركتهم في مظاهرات مناهضة للحكومة. وصفت المنظمة الحُقوقية عام 2017 أعمال الحكومة السعودية في المنطقة الشرقية «بالحرب» كما حذرت من تنفيذِ حُكم الإعدام الصادر بحقّ إسراء الغمغام أغسطس/آب 2018 باعتبارهِ «سابقة خطيرة» يمكن أن تؤدي إلى إعدام الناشطين السياسيين السعوديين الآخرين.
بحلول شهر نيسان/أبريل من عام 2019؛ قدّمت المنظمة الأوروبية السعودية تقريرًا مُفصلًا عن الإعدام الجماعي لـ 37 شخصًا في المملكة كما أرسلت بالتفاصيل إلى المقررين الخاصين للأمم المتحدة وغيرهم من ممثلي المنظمة من أجلِ اتخاذ الخطوات اللازمة.